# Declinação (gramática)
Declinação, em linguística, é a flexão sofrida por nomes, adjetivos ou pronomes segundo os gêneros, números e casos, que diferencia as funções morfológicas e sintáticas de uma palavra, o que acaba tornando o entendimento do idioma, muito mais fácil, devido a possível flexibilidade das palavras em uma oração. A declinação ocorre claramente em línguas flexivas como o latim, russo, alemão e português.